# Дорога на Ледовитый океан
Дорога к Северному Ледовитому океану (фин. Jäämerentie, швед. Ishavsvägen) — историческая автодорога длиной 531 км в Заполярье. В настоящее время её трассировка проходит по территории Финляндии (область Лапландия) и России (Мурманская область).

## История
Работа над прокладкой трассы в сторону океана началась ещё в Российской империи. Дорога до Ивало на территории Великого княжества Финляндского была закончена к 1913 году, а прокладка участка до Печенги по территории Кольского уезда Архангельской губернии было начата в 1916 году указом российского императора Николая II. 
После 1920 года по Тартускому мирному договору независимая Финляндия получила регион Петсамо и расширила дорогу до 5 метров. В 1921 году у трассы возник новый населённый пункт Наутси при пересечении р. Наутсийоки.

## Экономическое значение
Трасса пролегала по территории Лапландии, соединив город Рованиеми в Приботнии с портом Лиинахамари на Печенгском заливе Баренцева моря. Торжественно открыта в 1931 году, став первой автострадой мира к которой получил выход Северный Ледовитый океан. Имела важное значение для Финляндии, а также для Швеции. Движение по ней резко увеличилось в 1935 году с началом добычи никеля, экспортировавшегося французскими и канадскими компаниями судами. Началось массовое заселение Печенги финскими шахтёрами. На важность дороги тут же обратила внимание нацистская Германия. В 1939 году советские войска в ходе советско-финской войны заняли регион Петсамо, взяв 40 % дорожного полотна под свой контроль. Ввиду успешного наступления советской армии в 1939 году на печенгском направлении, финны отошли от советской границы до Наутси. Но Московский договор 1940 года вернул практически весь Петсамо вместе с трассой и никелевыми месторождениями обратно Финляндии (за исключением небольшой части
полуострова Рыбачий).
В ходе Второй мировой войны территория и дорога была занята финскими и немецкими войсками. В 1944 году в ходе Петсамо-Киркенесской операции печенгский участок трассы, как и вся Печенга, был занят Советской Армией. В 1947 году Петсамо по условиям Парижского мирного договора был включен в состав РСФСР. Финляндия позже проложила новую дорогу в Норвегию, до общины Утсйоки — сейчас это национальная дорога № 4.
Участок на территории России долгое время считался одной дорогой и имел номер Р10, ныне он разделён между 4 дорогами: 47К-089 (вся), 47К-086 (большая часть дороги), Р21 «Кола» (небольшой участок между региональными дорогами) и 47К-081 (вся).